# Кашине Мађо (Варезе)
Кашине Мађо је насеље у Италији у округу Варезе, региону Ломбардија.
Према процени из 2011. у насељу је живело 832 становника. Насеље се налази на надморској висини од 341 м.